# 10 ствари које мрзим код тебе (ТВ серија)
10 ствари које мрзим код тебе (енгл. 10 Things I Hate About You) је америчка телевизијска комедија ситуације емитована на мрежи ABC Family почевши од 2009. године. Серију је развио Картер Ковингтон, полусатна серија заснована на истоименом филму из 1999. године. Премијера је била у уторак, 9. јула 2008. године у 20 часова и довела 1.60 милиона гледалаца, рекорд за 30-минутну комедију која је дебитовала на мрежи ABC Family.
Након почетног емитовања од 10 епизода, други сет од 10 епизода емитован је од 29. марта 2010. до 24. маја 2010. године. Дана 29. априла, извршни продуцент Картер Ковингтон је најавио прего свог Twitter налога да је серију отказао ABC Family због лоших рејтинга. Касније је у интервјуу за Entertainment Weekly Popwatch блог открио своје намераване радње за следећу сезону.

## Радња
Серија је базирана на филму 10 ствари које мрзим код тебе, а која је и сама базирана на делу Укроћена горопад Вилијама Шекспира. Сестре Стратфорд, Кат (Линдси Шоу) и Бјанка (Меган Мартин), управо су се преселиле из Охаја у Калифорнију. Како крећу у своју нову школу, имају врло различите циљеве. Јасно је да једна сестра жели да се истакне и друга само да се уклопи. Кат је хладна, паметна, снажне воље, искрена феминисткиња која жели да спаси свет и што брже изађе из школе. Када упозна интензивног Патрика Верону (Итан Пек), варнице почињу да лете. Бјанка је друштвени лептир чији је главни циљ у животу да буде популарна, али када главна навијачица од ње направи маскоту, схвати да јој остаје дуг пут. Док започињу квргаву годину у средњој школи, Кат и Бјанка покушавају да се крећу кроз популарну гомилу, дечаке и њиховог превише заштитничког оца (Лари Милер). Бјанка покушава све да буде популарна и постане навијачица—иако повезивање са дечком (Крис Зилка) најпопуларније девојке у школи (Дена Дејвис) ствара нове изазове.

## Улоге и ликови

### Главне
| Глумац        | Улога                   |
| ------------- | ----------------------- |
| Линдси Шоу    | Катерина „Кат” Страфорд |
| Меган Мартин  | Бјанка Страфорд         |
| Итан Пек      | Патрик Верона           |
| Николас Браун | Камерон Џејмс           |
| Дена Дејвис   | Честити Чарч            |
| Лари Милер    | др Волтер Страфорд      |

### Споредне
| Глумац             | Улога                      |
| ------------------ | -------------------------- |
| Али Гонино         | Мишел                      |
| Крис Зилка         | Џои Донер                  |
| Кајл Каплан        | Мајкл Берштајн             |
| Али Маки           | Дон                        |
| Џолин Перди        | Мандела                    |
| Сузи Накамура      | директор Холанд            |
| Лесли Гросман      | гђица. Дарлин Тарп         |
| Барет Свотек       | гђица. Сомерс              |
| Џек Салватор Млађи | Бред                       |
| Џастин Ли          | Чарли Ву                   |
| Коди Макмејнс      | Кит                        |
| Ешли Џексон        | Табита Кук                 |
| Бенџамин Стоун     | Вилијам „Бленк” Бленкеншип |